# Lebleba
Ninochka Manoug Kupelian (arabe : نينوتشكا مانوج كوبليان ; arménien : Նինոչկա Մանուկ Կուպելյան;), plus connue sous le seul nom de Lebleba (arabe : لبلبه, prononcé [lebˈlebæ]) et née le 14 novembre 1946 au Caire, est une actrice, chanteuse et danseuse égyptienne,.
Elle est la cousine de l'actrice Feyrouz et de l'actrice Nelly.

## Biographie
Elle commence à travailler au cinéma à l'âge de cinq ans et elle est devenue célèbre en imitant des célébrités. Elle a ensuite étudié la danse classique et elle a travaillé comme chanteuse interprétant quelque 268 chansons, dont 30 chansons pour enfants. Elle remporte plusieurs prix en tant que meilleure actrice, le plus important étant le prix de la Biennale du cinéma arabe décerné par l'Institut du monde arabe à Paris pour son rôle dans le film Une nuit chaude (ar) réalisé par Atef El Tayeb en 1996, et elle a également remporté le même prix en tant que meilleure actrice au All Africa Festival au Cap, en Afrique du Sud, en 1996, pour son rôle dans le même film. Enfant, elle a joué dans six films, dont les plus importants sont Soussou ma chérie, réalisé par Niazi Mostafa , qui l'a découverte, La Maison du bonheur, réalisé par Hussein Sedki, et Quatre Filles et un officier, réalisé par Anwar Wagdi. Sa carrière artistique s'est poursuivie jusqu'à aujourd'hui et elle a joué en tout dans 85 films, dont les plus importants sont Une nuit chaude réalisé par Atef El Tayeb, Le Paradis des anges déchus réalisé par Oussama Fawzi, La Bande à Hamada et Toutou et En été il faut aimer réalisés par Mohamed Abdelaziz, Sous le signe de la Vierge (ar) réalisé par Mahmoud Zoulficar, Méfie-toi du Khott et Maali Al-Wazir réalisés par Samir Seif, Alexandrie-New York et L'Autre de Youssef Chahine, Hassan et Morkos réalisé par Rami Imam. Lebleba a travaillé aux côtés de Nour El-Sherif dans Leila Sakhina (1995), grâce auquel elle reçoit de nombreux prix pour son interprétation,. 
Mme Labalba a participé en tant que membre du jury à six festivals internationaux à Paris, Valence, Dubaï, Beyrouth, au Maroc et en Suède. Elle a également participé à 16 festivals arabes en tant que membre du jury.

## Vie privée
Elle a été mariée à Hassan Youssef, mais ils ont divorcé en 1972, et elle ne s'est jamais remariée.

## Filmographie
- 1951 : Soussou ma chérie
- 1952 : La Maison du bonheur
- 1952 : Samson et Lebleb
- 1954 : Cœur injuste
- 1954 : Quatre Filles et un officier
- 1955 : L'Amoureux inconnu
- 1960 : Triste Mélodie
- 1962 : Le Juge des amours
- 1964 : Les Elèves espiègles
- 1965 : Vacances forcées
- 1966 : Le Dernier-Né
- 1967 : La Valise d'Hamza
- 1968 : Le Faux Millionnaire
- 1970 : Voyage en lune de miel
- 1970 : Sous le signe de la Vierge
- 1972 : La Fille de Badia
- 1972 : Les Diables en vacances
- 1972 : Le Jardin du passé
- 1972 : Mariage forcé
- 1973 : Une étape de ma vie
- 1973 : Les Filles et l'amour
- 1973 : Un peu d'amour
- 1973 : Les Filles et la Mercedes
- 1974 : En été il faut aimer
- 1975 : Le monde est une fête
- 1975 : Méfie-toi des hommes, maman !
- 1976 : La musique est en danger
- 1977 : La Fameuse Cause
- 1977 : Mille et Un Baisers
- 1977 : La Route des amoureux
- 1977 : Regarde voir ce que fait Sokkar
- 1978 : Le paradis est à ses pieds
- 1978 : Amour sur un volcan
- 1978 : Certains se marient deux fois
- 1979 : Aventuriers autour du monde
- 1979 : Méfie-toi de tes voisins
- 1981 : Les Graines du mal
- 1982 : La Bande à Hamada et Toutou
- 1983 : Ils volent les lapins
- 1984 : Méfie-toi du Khott
- 1986 : Femme à l'essai
- 1989 : Le Menteur et son ami
- 1990 : La Diablesse qui m'aimait
- 1993 : La Flamme de la vengeance
- 1998 : L'Autre
- 1999 : Le Paradis des anges déchus
- 2003 : Alexandrie-New York
- 2005 : Booha